# Peltogyne venosa
Peltogyne venosa là một loài thực vật có hoa trong họ Đậu. Loài này được (M.Vahl) Benth. miêu tả khoa học đầu tiên.